# Buszyzm

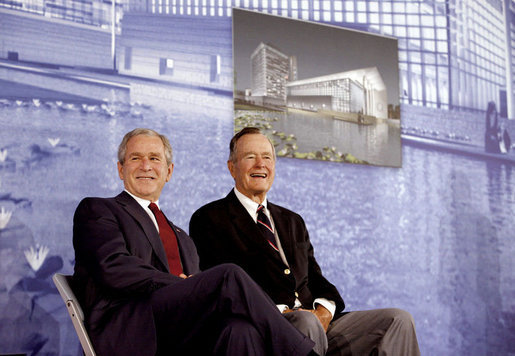
Prezydent George W. Bush ze swoim ojcem George’em H.W. Bushem na igrzyskach w Pekinie

Buszyzm (ang. bushism) – określenie powiedzonek lub słownych lapsusów byłego prezydenta Stanów Zjednoczonych, George’a W. Busha.
Prezydent Bush znany jest ze stosunkowo częstego używania niegramatycznych sformułowań, tworzenia neologizmów oraz błędnego używania metafor. Z tego względu w okresie jego prezydentury po Internecie zaczęły krążyć liczne zestawienia szczególnie zabawnych pomyłek językowych prezydenta. O ile większość z nich znajduje potwierdzenie w oficjalnych stenogramach przemówień i konferencji prasowych (patrz odnośniki), należy podkreślić, że pomiędzy rzeczywiste wypowiedzi co jakiś czas wkradają się cytaty całkowicie sfabrykowane, a także w rzeczywistości pochodzące z ust innych polityków (przede wszystkim równie barwnie wypowiadającego się dawnego wiceprezydenta Dana Quayle’a).